# Muzeum Ziemi Kościerskiej w Kościerzynie
Muzeum Ziemi Kościerskiej im. dra Jerzego Knyby w Kościerzynie – muzeum z siedzibą w Kościerzynie. Placówka jest miejską jednostką organizacyjną.
Inicjatorem powstania muzeum w Kościerzynie był dr Jerzy Knyba – etnograf i nauczyciel I Liceum Ogólnokształcące im. Józefa Wybickiego. Z jego inicjatywy w szkole zorganizowano w 1963 roku Izbę Regionalną i Izbę Pamięci Narodowej. Kolejnymi przedsięwzięciami muzealnymi były: Izba Regionalna, zorganizowana w 1965 roku w Powiatowym Domu Kultury oraz wystawa pt. "Dzieje Kościerzyny", zorganizowana w 1970 roku. Natomiast w 1992 roku zgromadzone w liceum zbiory przeniesiono do Kościerskiego Domu Kultury przy ul. Długiej, gdzie zorganizowano wystawę stałą "Ekspozycja Muzealna Kościerzyna i Ziemia Kościerska". Nowe pomieszczenia okazały się jednak zbyt ciasne na potrzeby ekspozycji, wskutek czego zapadła decyzja o przeniesieniu zbiorów do budynku kościerskiego ratusza. Budynek ten w latach 1995-2000 przeszedł remont. Otwarcie wystawy w nowej siedzibie miało miejsce w lipcu 2000 roku. Natomiast w 2006 roku, uchwałą Rady Miasta Kościerzyna powołano do życia Muzeum Ziemi Kościerskiej jako samodzielną samorządową jednostkę organizacyjna.

W 2009 roku w struktury muzeum włączono Muzeum Kolejnictwa w Kościerzynie, natomiast w 2010 roku utworzono Muzeum Akordeonu.
Aktualnie w muzeum prezentowane są następujące wystawy stałe:
- historyczna, ukazująca dzieje Kościerzyny od pradziejów (eksponaty pochodzące z wykopalisk archeologicznych) po czasy współczesne. W ramach wystawy prezentowane są m.in. makieta XIX wiecznej Kościerzyny oraz pokój Franciszka Sędzickiego,
- etnograficzna, prezentująca kulturę ludową Ziemi Kościerskiej (sztuka, przedmioty codziennego użytku, meble),
- przyrodnicza (z siedzibą w Nadleśnictwie Kościerzyna, ul. Skłodowskiej-Curie 6), obejmująca faunę i florę Kaszub oraz dawne narzędzia stosowane w leśnictwie.

Muzeum jest obiektem całorocznym, czynnym codziennie. Wstęp jest płatny.